# Ida Erngren
Ida Erngren, née le 15 septembre 1989 à Uppsala, est une coureuse cycliste suédoise. Active sur route et en cyclo-cross, elle est championne de Suède de cyclo-cross en 2019.

## Palmarès en cyclo-cross
- 2013-2014
  - 3e du championnat de Suède de cyclo-cross
- 2014-2015
  - Kronborg Cyclocross
- 2017-2018
  - 2e du championnat de Suède de cyclo-cross
- 2018-2019
  -  Championne de Suède de cyclo-cross
  - Kronborg Cyclocross
  - Stockholm Cyclo Cross

## Palmarès sur route
- 2017
  - 5e étape de Gracia Orlova
  - 2e du championnat de Suède sur route
- 2018
  - Tour d'Uppsala : 
    - 1re étape secteur b
    - Classement général